# 劉薇雯
劉薇雯（LOW Wee Wern，1990年7月25日—），馬來西亞女子壁球運動員。 

## 簡歷
2010年，劉薇雯代表馬來西亞參加廣州亞運會壁球比賽，出戰女子個人及團體比賽，最終贏得一金一銅。

## 外部連結
- Squash Info - Low Wee Wern (Malaysia) Profile（页面存档备份，存于）（英文）
- WISPA Player Profile（页面存档备份，存于）（英文）